# Toshinari Suwa

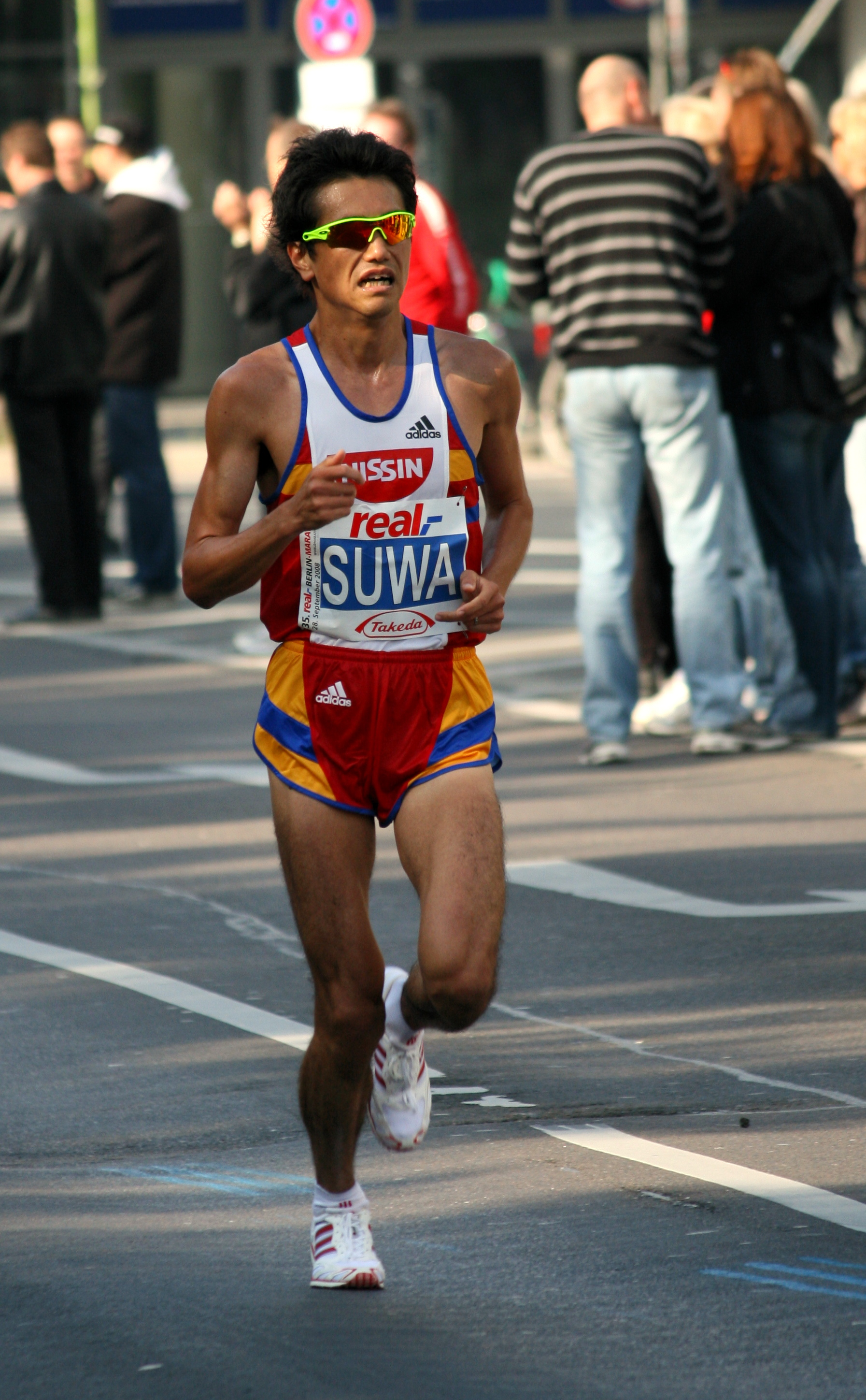
Toshinari Suwa beim Berlin-Marathon 2008

Toshinari Suwa (jap. 諏訪 利成, Suwa Toshinari; * 29. Januar 1977 in Isesaki, Präfektur Gunma) ist ein japanischer Langstreckenläufer, der sich auf die Marathondistanz spezialisiert hat.
Bei seinem Debüt beim Nagano-Marathon 2001 belegte er in 2:16:18 h den zweiten Platz. Im folgenden Jahr verbesserte er sich als Vierter des Biwa-See-Marathons auf 2:09:10 h. 2003 wurde er beim Fukuoka-Marathon in persönlicher Bestleistung von 2:07:55 h mit knappem Rückstand auf seinen Landsmann Tomoaki Kunichika Zweiter.
Bei den Olympischen Spielen 2004 in Athen belegte er in 2:13:24 h den sechsten Platz. 2005 wurde er beim London-Marathon Siebter in 2:10:23 h und 2006 Vierter beim Fukuoka-Marathon in 2:08:52 h. Bei den Leichtathletik-Weltmeisterschaften 2007 in Ōsaka erreichte er unter schwierigen klimatischen Bedingungen in 2:18:06 h den siebten Platz direkt hinter seinen Landsleuten Tsuyoshi Ogata und Satoshi Ōsaki. Die japanische Mannschaft gewann dadurch mit deutlichem Vorsprung die Weltcup-Wertung.
2008 wurde Suwa in 2:09:16 h Vierter beim Tokio-Marathon und Achter beim Berlin-Marathon in 2:13:04 h.
Toshinari Suwa ist 1,78 m groß und hat ein Wettkampfgewicht von 58 kg. Er startet für die Firmenmannschaft des Lebensmittelkonzerns Nissin Foods.

## Bestleistungen
- 10.000-Meter: 28:15,45 min, 1. Dezember 1999, Hachiōji
- Halbmarathon: 1:03:00 h, 6. Juli 2003, Sapporo
- Marathon: 2:07:55 h, 7. Dezember 2003, Fukuoka